# Saproscincus oriarus
Saproscincus oriarus — вид сцинкоподібних ящірок родини сцинкових (Scincidae). Ендемік Австралії.

## Поширення і екологія
Saproscincus oriarus мешкають у вузькій прибережній смузі на північному сході Нового Південного Уельсу, від міста Байрон-Бей до Національного парку Маялл-Лейкс, а також на острові Саут-Стредброук в районі міста Брисбен на південному сході Квінсленду. Вони живуть в прибережних субтропічних лісах, на прибережних пустищах і в мелалеукових заростях, трапляються в парках і садах.